# Anaí Padilla
Anaí Padilla Vásquez (San Martín de Porres, Lima; 5 de junio de 1989) es una actriz y profesora de teatro peruana, que ha destacado por sus papeles en películas y obras de teatro en su país. Es la sobrina del fallecido cantautor Pepe Vásquez.

## Biografía
Anaí Padilla Vásquez nació el 5 de junio de 1989 en San Martín de Porres, distrito de la capital Lima, proveniente de una familia de raíces afroperuanas, siendo la sobrina del cantautor Pepe Vásquez y nieta del músico Porfirio Vásquez, ambos fallecidos. Vivió sus primeros años en su ciudad natal, pese a las dificultades que ha pasado debido a su color de piel. Cumplido la mayoría de edad, comenzó a optar por la actuación, la cual le permitiría a participar en los talleres de la Escuela Nacional Superior de Arte Dramático y emprendería una carrera artística allá por el año 2010, iniciándose como extra en diferentes producciones de su país.[cita requerida]
Pero fue en 2014, cuando Padilla asume por primera vez el rol de protagonista con la obra de teatro peruana Estrella negra de la dirección de Alberto Ísola, en el papel de Estrella. Al año siguiente, fue incluida en el reparto principal de la telenovela Amor de madre con su personaje de Mafalda Gómez «Mishka», siendo éste su primer salto a la fama nacional.[cita requerida] Seguidamente, protagoniza el montaje peruano Lima Laberinto XXI junto a André Silva y Gonzalo Molina.
Gracias a su popularidad, fue protagonista de la obra teatral Ropa íntima en 2016, la cual fue premiada en el Festival de Teatro Peruano-Norteamericano del ICPNA ese año. El progreso de su carrera actoral se dio a partir del año 2018, cuando fue propuesta para asumir el protagónico de la otra producción Lucha Reyes, sin decirte adiós de Eduardo Adrianzén. En ese proyecto estrenado en el recinto Teatro La Plaza, interpreta a la fallecida cantante criolla Lucha Reyes, la cual en ello se basó en su vida y la realidad que vive una persona afrodescendiente en el Perú.
En el año 2019, coprotagoniza la película deportiva peruana La Foquita: El 10 de la calle como Rosario Guadalupe, la mamá de Jefferson Farfán y participa en la teleserie local El último bastión en el personaje de la esclava Tadea.[cita requerida] Además, protagoniza con la también actriz afroperuana Mayra Najar la obra testimonial Negra en 2018, interpretándose a sí misma y fue presentada en el Teatro de la Universidad del Pacífico. Participó en el protagónico de Jauría con la dirección de Jesús Neyra.
Asume la conducción de su programa virtual Control remoto para la productora Sinargollas en 2020, compartiendo el rol junto a José Dammert, durante la pandemia de COVID-19. Además, Padilla comienza a desempeñarse en la rama de la enseñanza, realizando clases de actuación para niños y jóvenes de todas las edades. En ese mismo año, participa en la obra de teatro virtual Sin filtro, donde protagonizaría en la subobra Decir o no decir al lado de Renato Rueda, donde interpreta el personaje de Julieta.
En el año 2022, participa en la otra producción teatral El evangelio según Mariana de la dirección de Jano Baca como protagonista. En ese proyecto, asume el papel de Mariana, una científica que fue encargada de investigar un virus. Seguidamente, coprotagonizó la obra de teatro El gran fuego de Fiorella Díaz para la productora Ópalo. Al año siguiente, Padilla participó como invitada en la teleserie Al fondo hay sitio como Rosa Sullca, la madre de la mucama July Flores.

## Filmografía

### Cine
| Año  | Título                             | Rol                                   | Notas                        | Ref.             |
| ---- | ---------------------------------- | ------------------------------------- | ---------------------------- | ---------------- |
| 2018 | Soltera codiciada                  | Fiorella / «Fio»                      | Rol principal                | [cita requerida] |
| 2020 | La Foquita: El 10 de la calle      | Rosario «Charo» Guadalupe Rivadeneira | Rol coprotagónico            | [ 9 ]            |
| 2020 | Hipoxemia                          |                                       | Rol principal                | [cita requerida] |
| 2022 | Hasta que nos volvamos a encontrar | Inés                                  | Rol principal                | [ 18 ]           |
| 2022 | Entre nosotros                     |                                       | Rol principal                | [cita requerida] |
| 2023 | Host: Hijacked                     | Livia                                 | Rol de antagonista principal | [cita requerida] |
| 2023 | ¡Asu mare! Los amigos              |                                       | Rol principal                | [cita requerida] |
| 2023 | Reinas sin corona                  | Miss Claudia                          | Rol principal                | [cita requerida] |

### Televisión
| Año       | Título                  | Rol                      | Notas                    | Emisión            | Ref.             |
| --------- | ----------------------- | ------------------------ | ------------------------ | ------------------ | ---------------- |
| 2012      | Conversando con la Luna |                          | Rol secundario           | TV Perú            | [cita requerida] |
| 2013      | Avenida Perú            | Carola Ocaña Díaz        | Rol principal            | ATV                | [cita requerida] |
| 2015      | Amor de madre           | Mafalda Gómez / «Mishka» | Rol principal            | América Televisión | [cita requerida] |
| 2018      | Ojitos hechiceros       | Raquel Monzón            | Rol de invitada especial | América Televisión | [cita requerida] |
| 2019      | El último bastión       | Tadea                    | Rol principal            | TV Perú            | [cita requerida] |
| 2023-2024 | Al fondo hay sitio      | Rosa Sullca              | Rol recurrente           | América Televisión | [ 17 ]           |

### YouTube
| Año  | Título         | Rol        | Notas        | Emisión                  | Ref.   |
| ---- | -------------- | ---------- | ------------ | ------------------------ | ------ |
| 2020 | Control remoto | Ella misma | Presentadora | Sinargollas Producciones | [ 12 ] |

### Teatro
| Año  | Título                                | Rol                | Notas                                   | Ref.                |
| ---- | ------------------------------------- | ------------------ | --------------------------------------- | ------------------- |
| 2014 | Estrella negra                        | Estrella           | Rol protagónico                         | [ 4 ]               |
| 2015 | Lima Laberinto XXI                    | Una de los jóvenes | Rol protagónico                         | [cita requerida]    |
| 2016 | Ropa íntima                           |                    | Rol protagónico                         | [ 3 ]               |
| 2018 | Lucha Reyes, sin decirte adiós        | Lucha Reyes        | Rol protagónico                         | [ 8 ] [ 19 ] [ 20 ] |
| 2018 | Negra                                 | Ella misma         | Rol protagónico                         | [cita requerida]    |
| 2019 | Jauría                                |                    | Rol principal                           | [ 11 ]              |
| 2020 | Decir o no decir                      | Julieta            | Rol protagónico (subobra de Sin filtro) | [ 14 ]              |
| 2021 | Julio César                           |                    | Rol principal                           | [ 21 ]              |
| 2022 | El evangelio según Mariana            | Mariana            | Rol protagónico                         | [ 15 ]              |
| 2022 | El gran fuego                         |                    | Rol coprotagónico                       | [ 22 ]              |
| 2023 | Quilla la ardilla en la peña Pimpilla | Ana                | Rol principal                           | [ 23 ]              |
| 2023 | Tragedia FM                           |                    | Rol protagónico (con Paolo Teevin)      | [cita requerida]    |